# Calvin Twigt
Calvin Twigt (30 januari 2003) is een Nederlands voetballer die als middenvelder voor Go Ahead Eagles speelt.

## Carrière

### FC Volendam
Op 12 september 2020 debuteerde Twigt voor Jong FC Volendam in de Tweede divisie in de met 3-0 verloren uitwedstrijd tegen Rijnsburgse Boys. Op 16 oktober van dat jaar debuteerde hij ook in het eerste elftal van FC Volendam in de met 5-1 gewonnen thuiswedstrijd tegen Jong PSV. Hij kwam in de 88e minuut in het veld voor Boy Deul. Op 23 februari maakte Twigt zijn basisdebuut voor Volendam in het met 3-2 gewonnen duel met Jong Ajax. Twigt fungeerde in zijn eerste seizoen in het betaalde voetbal voornamelijk als invaller.
In het seizoen 2021/22 startte Twigt als basisspeler op het middenveld van FC Volendam. Op de vierde speeldag, tegen MVV Maastricht, zette hij na iets meer dan een uur spelen de 4-0 op het scorebord, wat voor de middenvelder zijn eerste doelpunt in het betaalde voetbal was. In de tweede seizoenshelft moest Twigt het wat meer doen met invalbeurten en kregen medespelers Walid Ould-Chikh en Francesco Antonucci vaker de kans. In het slot van het seizoen liep Twigt een blessure op, welke hem uiteindelijk bijna een jaar aan de kant zou houden. FC Volendam promoveerde in zijn afwezigheid naar de Eredivisie.
Op 11 januari 2023 maakte Twigt na lang blessureleed zijn officiële rentree in een bekerwedstrijd tegen SC Heerenveen, welke met 2-0 verloren werd. De middenvelder mocht bijna alle resterende wedstrijden dat seizoen van trainer Wim Jonk in de basis beginnen. Slechts een duel miste hij als gevolg van een blessure, tegen FC Emmen op 4 maart. Twigt wist met FC Volendam zich na een sterke tweede seizoenshelft te handhaven in de Eredivisie. In juli 2023 werd zijn contract tussentijds opengebroken en verlengd tot de zomer van 2026, met een optie voor een extra seizoen. Aan het einde van het seizoen 2023/24 werd Twigt verkozen tot talent van het jaar.

### Go Ahead Eagles
Op 19 juli 2024 tekende Twigt een contract tot medio 2028 bij Go Ahead Eagles, de nummer negen van het voorgaande seizoen in de Eredivisie.
Op 21 april 2025 won Twigt met Go Ahead Eagles de finale van de KNVB Beker 2024/25. In de na strafschoppen gewonnen finale tegen AZ kwam hij na 94 minuten binnen de lijnen als vervanger van de geblesseerde Oliver Antman.

#### Senioren
| Seizoen                    | Club            | Land            | Competitie      | Competitie | Competitie | Beker/Playoffs | Beker/Playoffs | Totaal | Totaal |
| Seizoen                    | Club            | Land            | Competitie      | Wed.       | Dlp.       | Wed.           | Dlp.           | Wed.   | Dlp.   |
| -------------------------- | --------------- | --------------- | --------------- | ---------- | ---------- | -------------- | -------------- | ------ | ------ |
| 2020/21                    | FC Volendam     | Nederland       | Eerste divisie  | 15         | 0          | 1              | 0              | 16     | 0      |
| 2021/22                    | FC Volendam     | Nederland       | Eerste divisie  | 24         | 1          | 1              | 0              | 25     | 1      |
| 2022/23                    | FC Volendam     | Nederland       | Eredivisie      | 16         | 1          | 1              | 0              | 17     | 1      |
| 2023/24                    | FC Volendam     | Nederland       | Eredivisie      | 26         | 2          | 0              | 0              | 26     | 2      |
| Totaal senioren            | Totaal senioren | Totaal senioren | Totaal senioren | 81         | 4          | 3              | 0              | 84     | 4      |
| Bijgewerkt op 21 juli 2024 |                 |                 |                 |            |            |                |                |        |        |

## Erelijst

### Go Ahead Eagles
KNVB Beker:
- Winnaar (1): 2024/25